# Kamikatsu (Giappone)
Kamikatsu (上勝町?) è una cittadina giapponese della prefettura di Tokushima.